# Das Fischermädchen von Manholm
Das Fischermädchen von Manholm è un film muto del 1914 scritto e diretto da Joe May.

## Produzione
Il film fu prodotto dalla Projektions-AG Union (PAGU).

## Distribuzione
Distribuito dalla Projektions-AG Union (PAGU), uscì nelle sale cinematografiche tedesche il 1º dicembre 1914.